# Green Dome Maebashi
Green Dome Maebashi (jap. グリーンドーム前橋 Gurīn Dōmu Maebashi) – hala sportowo-widowiskowa zlokalizowana w Maebashi.
Obiekt został oddany do użytku 31 maja 1990 – w tym też roku odbyły się tutaj mistrzostwa świata w kolarstwie torowym. W 1999 Green Dome był areną halowych mistrzostw świata w lekkoatletyce. Trybuny hali mogą pomieścić 8000 widzów.